# Inaciu Iglesias
Inaciu Iglesias Fernández (Oviedo 1966) es un empresario y escritor asturiano. 
Nació en Oviedo en el año 1966. Está casado y en la actualidad, año 2018, es padre de dos hijos. Estudio Derecho y completó su formación en administración de empresas, marketing y desarrollo directivo.
Es consejero delegado de la empresa Cartonajes Vir. Presidió la Asociación Asturiana de Empresa Familiar, el Club Asturiano de Calidad, la Fundación Caveda y Nava y la comisión de economía de Foro Asturias. También fue concejal en Noreña por esta misma formación. 
En 1987 comenzó a editar la revista Ámbitu, fundando en 1994 la editorial de idéntico nombre que, semanalmente, publicaba el periódico Les Noticies, escrito íntegramente en asturiano. En 2007, la editorial Ámbitu adquirió ediciones Trabe. dedicándose, desde ambos sellos, hasta el año 2014, a la producción de libros, discos y programas de televisión.   
Actualmente, aparte de conferencias y charlas para emprendedores -como las impartidas en la Escuela de Verano Evades. colabora habitualmente en El Comercio, la cadena SER o Canal Diez TV.
Es autor de diferentes títulos sobre la identidad y la historia asturianas, así como de reflexión y divulgación política y económica.

## Obras
- Retratos, 1998, Editorial Ambitú, Uviéu/Oviedo. ISBN 978-84-930023-4-3
- La identidá asturiana, 1999, Editorial Ambitú, Uviéu/Oviedo. ISBN 978-84-930023-5-0
- Les vacaciones de Colasín (traducción), 2000, Editorial Ambitú, Uviéu/Oviedo. ISBN 978-84-95640-04-8
- La Xunta Xeneral, 2003, Editorial Ambitú, Uviéu/Oviedo. ISBN 978-84-95640-69-7
- Historia del nacionalismu asturianu, 2004, Editorial Ambitú, Uviéu/Oviedo.ISBN 978-84-95640-83-3
- Independencia, 2006, Editorial Ambitú, Uviéu/Oviedo. ISBN 978-84-96413-15-3
- Tu como yo. El nacionalismu vistu d'otra manera, 2014, Ediciones trabe, Uviéu/Oviedo, ISBN 978-84-8053-555-7
- Salir a flote, 2015, Ediciones trabe, Uviéu/Oviedo, ISBN: 978-84-8053-720-9
- Soy empresario, lo confieso, 2017, Ediciones trabe, Uviéu/Oviedo, ISBN: 978-84-8053-877-0
- El país que queremos, 2018, Ediciones trabe, Uviéu/Oviedo, ISBN: 978-84-8053-938-8